# Geoffrey Ozin
Geoffrey Alan Ozin (* 23. August 1943 in London) ist ein britisch-kanadischer Chemiker auf dem Gebiet der Nanochemie. Er ist Professor an der Universität Toronto.
Ozin studierte Chemie am King’s College London mit dem Bachelor-Abschluss 1965 und wurde 1967 in Anorganischer Chemie an der Universität Oxford (Oriel College) promoviert. 1967 bis 1969 war er als ICI Fellow an der University of Southampton, bevor er 1969 an die Universität Toronto ging. Dort wurde er 1977 Professor und 2001 University Professor (der höchste Rang für Professoren der Universität). Im selben Jahr erhielt er einen Canada Research Chair in Material Chemistry.
Er befasst sich mit der Entwicklung neuer Materialien in der Nanotechnologie, speziell Materialien mit der Fähigkeit, sich selbst aufzubauen (Materials Self Assembly, MSA) aus Bausteinen vom Nanometer bis in den Mikrometerbereich. Beispielsweise entwickelte er Nanokomposita, photonische Materialien und Zeolithe, befasste sich mit Chemie von Metallclustern und Metalldämpfen und mit biomimetischer anorganischer Chemie.
2015 erhielt er den Centenary Prize der Royal Society of Chemistry, 2011 den Albert Einstein World Award of Science, 2002 den E. W. R. Steacie Award in Chemie der kanadischen chemischen Gesellschaft, 2001 die Medaille des Chemical Institute of Canada und 2002 den Award in Materials Chemistry der Royal Society of Chemistry.
2010 erhielt er den höchsten Wissenschaftspreis der Provinz Ontario, den Premier Discovery Prize for Natural Sciences and Engineering. Er ist seit 1992 Fellow der Royal Society of Canada. Er war Sherman Fairchild Fellow am Caltech. 2004 erhielt er mit Sajeev John den ersten Brockhouse Canada Prize.

## Schriften
- mit Ludovico Cademartiri: Concepts in Nanochemistry, Wiley/VCH 2009
- mit André C. Arsenault, Ludovico Cademartiri: Nanochemistry: a chemical approach to Nanomaterials, Cambridge, Royal Society of Chemistry 2009